# Jeroen Melkert
Jeroen Melkert (Amersfoort, 26 april 1963) is een Nederlandse beeldhouwer en installatiekunstenaar.

## Leven en werk
Van 1981 tot 1986 studeerde Melkert aan de Kunstacademie te Arnhem. Tijdens zijn studie raakte hij geïnteresseerd in performances, vooral het werk van Bruce Nauman. Dankzij een beurs van het Fonds voor de beeldende kunsten kon hij grote beeldhouwwerken gaan maken. Hij combineert deze vaak met performances.
Zijn eerste officiële opdracht was voor het beeld De Stylieten in 1993.
Stylieten zijn pilaarheiligen. Mensen die als kluizenaar jarenlang zonder onderbreking op een pilaar doorbrachten. Hier is het een soort omdraaiing van de situatie; ze hebben de pilaar op hun hoofd. (...) Door zaken om te draaien, kun je proberen er een bepaalde relatie mee te krijgen. Het heeft te maken met proberen dat wat onmogelijk lijkt te overwinnen, te overstijgen. De mens heeft ook altijd geprobeerd te vliegen... (...) Het is toch ook een beetje een idee van kunst om niet het gangbare te laten zien. Daardoor mensen stil te laten staan. Of ze in ieder geval hun gedachten even te laten bepalen... Dat is toch het idee van kunst; opnieuw beschouwen, dingen weer opnieuw bekijken. Door het omdraaien krijgt hoe het normaal is meer aandacht, ga je je verdiepen in de werkelijkheid.
Melkerts werk is onder andere te zien geweest in het Museum Arnhem, De Gele Rijder in Arnhem, de KunstRAI in Amsterdam en het Radboudziekenhuis in Nijmegen.
Hij heeft een atelier in Frankrijk.

## Fotogalerij

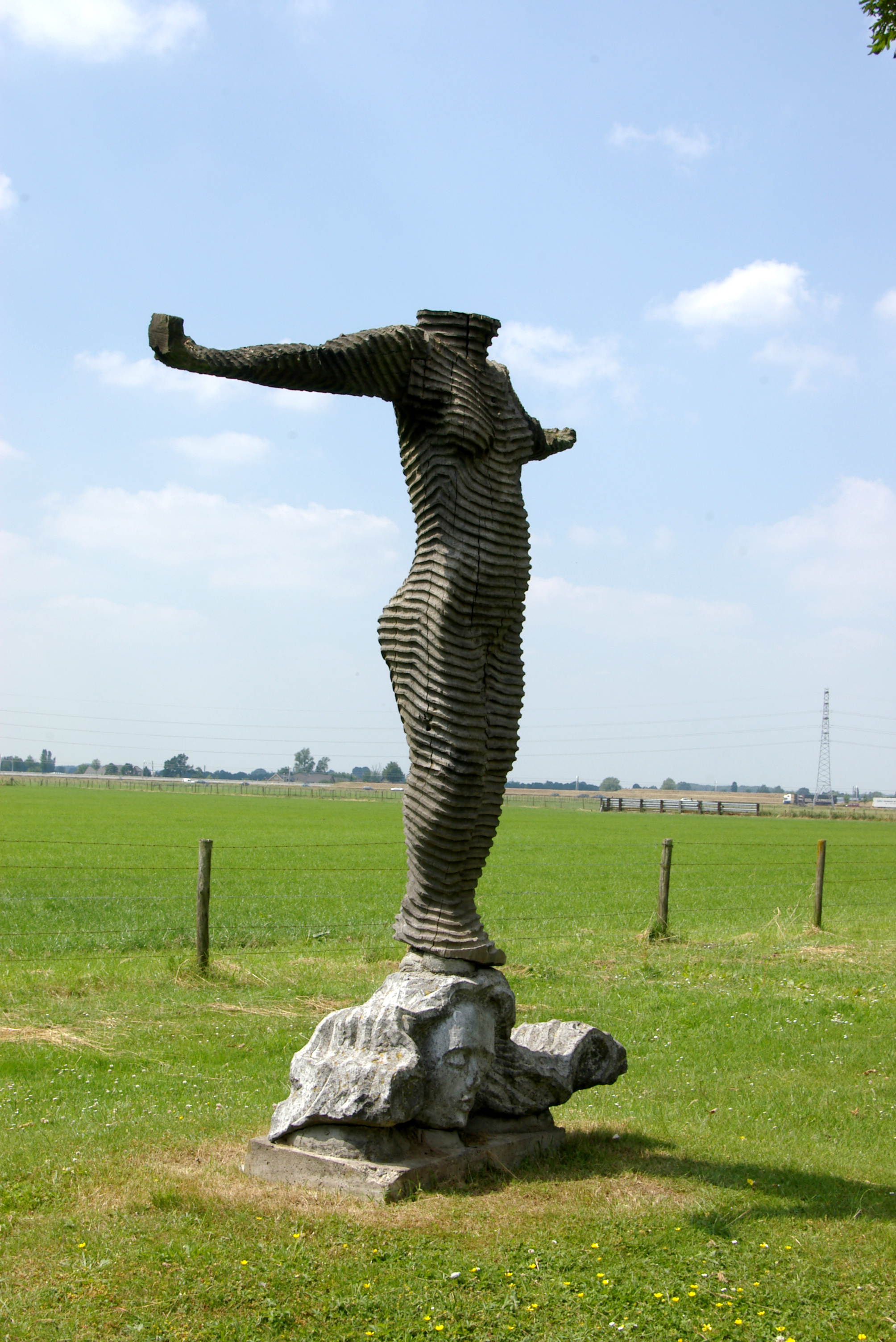
Fingerprints (1995), Zoelensestraat / Bergakker, Tiel
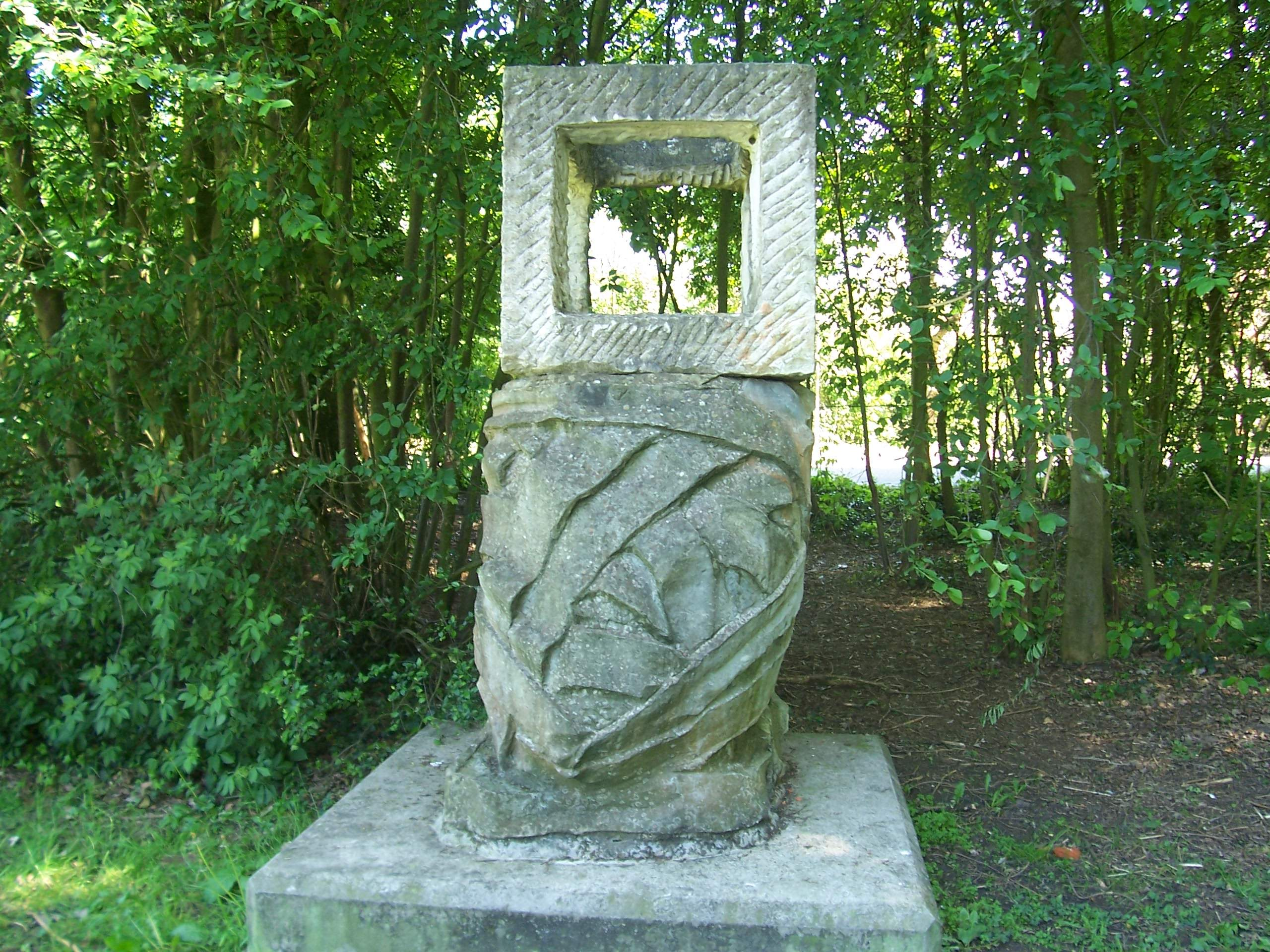
Cubeman (1996), Eibergen